# Franz Gallent
Franz Gallent (* 27. Juli 1877 in Mährisch Ostrau; † 1. April 1959 in Imbach, Gemeinde Senftenberg (Niederösterreich)) war ein österreichischer Politiker (SDAPDÖ) und Bundesbahninspektor. Gallent war von 1922 bis 1932 Abgeordneter zum Landtag von Niederösterreich.
Gallent besuchte nach der Volksschule die Unterrealschule und die Handelsakademie in Wien. Er heuerte in der Folge beruflich bei der Nordwestbahn und hatte zwischen 1910 und 1923 die Funktion des Stationsvorstand in Zellerndorf inne. Daneben war er gewerkschaftlich aktiv und gehörte 1919 dem Gemeinderat von Zellerndorf an. Nach seiner frühen Pensionierung betätigte sich Gallent als Förderer zahlreicher kultureller Aktivitäten. Zudem vertrat er die Sozialdemokratische Arbeiterpartei Deutschösterreichs in der I. und II. Gesetzgebungsperiode zwischen dem 14. September 1922 und dem 21. Mai 1932 im Niederösterreichischen Landtag. 